# 日ロ沿岸市長会
日ロ沿岸市長会（にちろえんがんしちょうかい、ロシア語：Ассоциации мэров городов Западного побережья Японии）は、ロシア連邦の日本海沿岸地域の友好親善と経済協力を促進するための、日本海沿岸の港湾都市が参加する組織である。ロシア側組織であるロ日極東シベリア友好協会（ロシア語：Ассоциации городов Дальнего Востока и Сибири по дружеским связям с городами Японии）と隔年で日ロ沿岸市長会議を開いている。

## 概要
昭和45年（1970年）10月13日に設立。設立当初はソビエト連邦であったため日ソ沿岸市長会の名であった。ソビエト連邦の崩壊に伴って平成4年（1992年）に日ロ沿岸市長会に改称する。
設立の目的は、日本の日本海沿岸をはじめとする地域とロシア連邦極東シベリア地域の親善友好と経済協力を促進し、両地域の発展を図ることである。代表幹事は新潟市長が務め、日ロ沿岸市長会の事務局は、新潟市の観光・国際交流部の国際課に設けられている。
日ロ沿岸市長会はロ日極東シベリア友好協会と日ロ沿岸市長会議を継続的に開催している。ロ日極東シベリア友好協会の代表はハバロフスク市長であり、第1回は昭和45年（1970年）7月にハバロフスクで開催された。開催地はロシア側と日本側の交互である。第4回（1973年10月）以降は隔年に開催している。日ロ沿岸市長会議と同時に日ロ沿岸ビジネスフォーラムが開催される。日ロ沿岸ビジネスフォーラムはERINA（公益財団法人環日本海経済研究所）、新潟市、一般社団法人ロシアNIS貿易会の共同運営である。
昭和45年（1970年）10月の設立当初の会員市は、秋田市、男鹿市、山形市、酒田市、新潟市、柏崎市、直江津市、富山市、高岡市、新湊市、金沢市、七尾市、福井市、敦賀市、舞鶴市の15市。

## 組織

### 日ロ沿岸市長会（日本側の組織）
- 東北地方
  - 秋田県
    - 秋田市
    - 男鹿市
    - 由利本荘市

  - 山形県
    - 酒田市
- 甲信越地方
  - 新潟県
    - 新潟市
    - 長岡市
    - 三条市
    - 燕市
    - 上越市
    - 佐渡市
- 北陸地方
  - 富山県
    - 富山市
    - 高岡市
    - 射水市

  - 石川県
    - 金沢市
    - 七尾市

  - 福井県
    - 敦賀市
- 近畿地方
  - 京都府
    - 舞鶴市

### ロ日極東シベリア友好協会（ロシア連邦側の組織）
- シベリア連邦管区
  - イルクーツク州
    - イルクーツク
    - ジェレズノゴルスク・イリムスキー（ロシア語版、英語版）
    - シェレホフ（ロシア語版、英語版）
    - ブラーツク

  - ブリヤート共和国
    - ウラン・ウデ
- 極東連邦管区
  - サハ共和国
    - ヤクーツク

  - アムール州
    - ブラゴヴェシチェンスク

  - ユダヤ自治州
    - ビロビジャン

  - ハバロフスク地方
    - コムソモリスク・ナ・アムーレ
    - ハバロフスク
    - ワニノ

  - 沿海地方
    - ウラジオストク
    - ナホトカ

  - サハリン州
    - ドリンスク
    - ネヴェリスク
    - ポロナイスク
    - ホルムスク
    - ユジノ・サハリンスク

  - マガダン州
    - マガダン

  - カムチャツカ地方
    - ペトロパヴロフスク・カムチャツキー

### かつて所属していた組織
- 釧路市（2000年度末退会）
- 村山市、氷見市（2001年度末退会）
- 青森市、境港市（2002年度末退会）
- 稚内市、能代市（2003年度末退会）
- 山形市（2004年度末退会）、豊栄市（新潟市への合併に伴う減少）
- 留萌市（2005年度末退会）
- 釧路市、柏崎市、福井市（2006年度末退会）
- 函館市（退会時期不明 2013年度は所属、2015年度は非所属）